# Palazzo Antonini
Palazzo Antonini (dal 2018 ribattezzato Palazzo Antonini Maseri) è una residenza urbana di Udine progettata dall'architetto Andrea Palladio alla metà del XVI secolo per la famiglia Antonini, proprietaria di vari altri palazzi in città. Dal 2018 è una delle sedi dell'Università degli Studi di Udine.

## Storia

### Costruzione e progetto

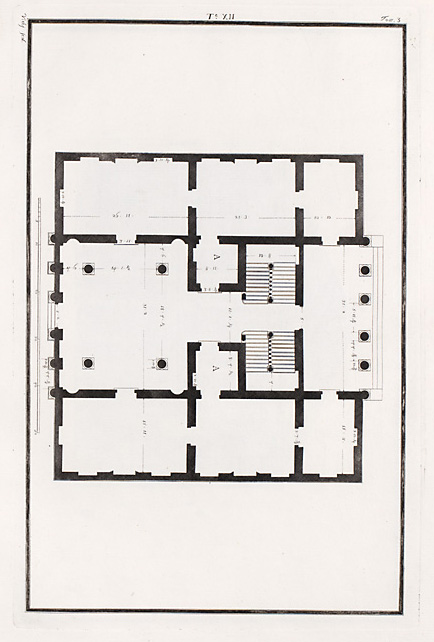
Palazzo Antonini, pianta (Ottavio Bertotti Scamozzi, 1781)

L'inizio della sua costruzione viene fatto tradizionalmente risalire al 1556, in concomitanza con la costruzione dell'arco Bollani, altra opera di Palladio a Udine.

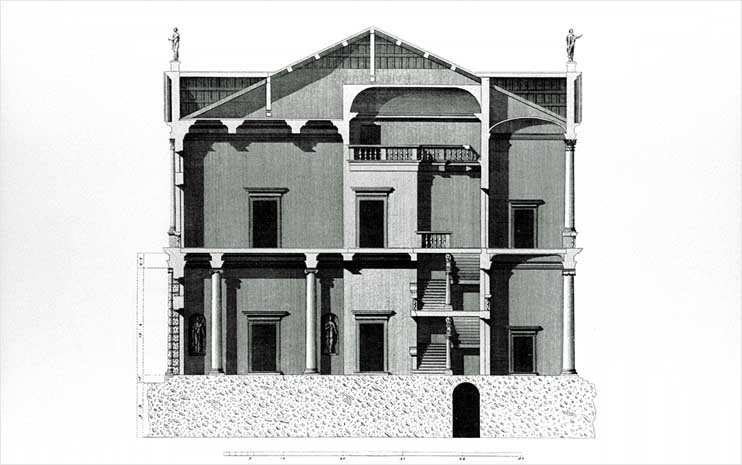
Palazzo Antonini, sezione (Ottavio Bertotti Scamozzi, 1781)

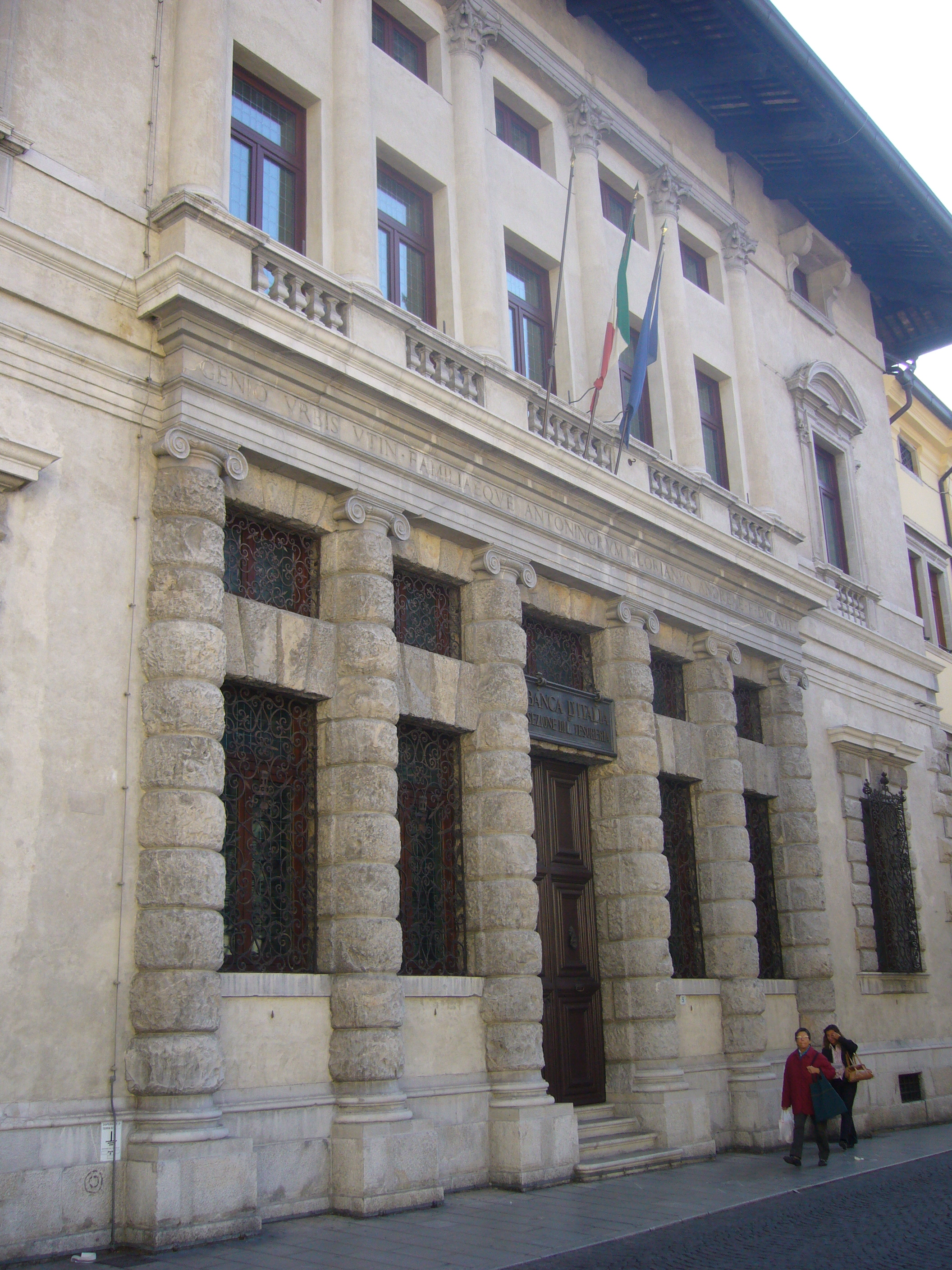
Dettaglio della facciata

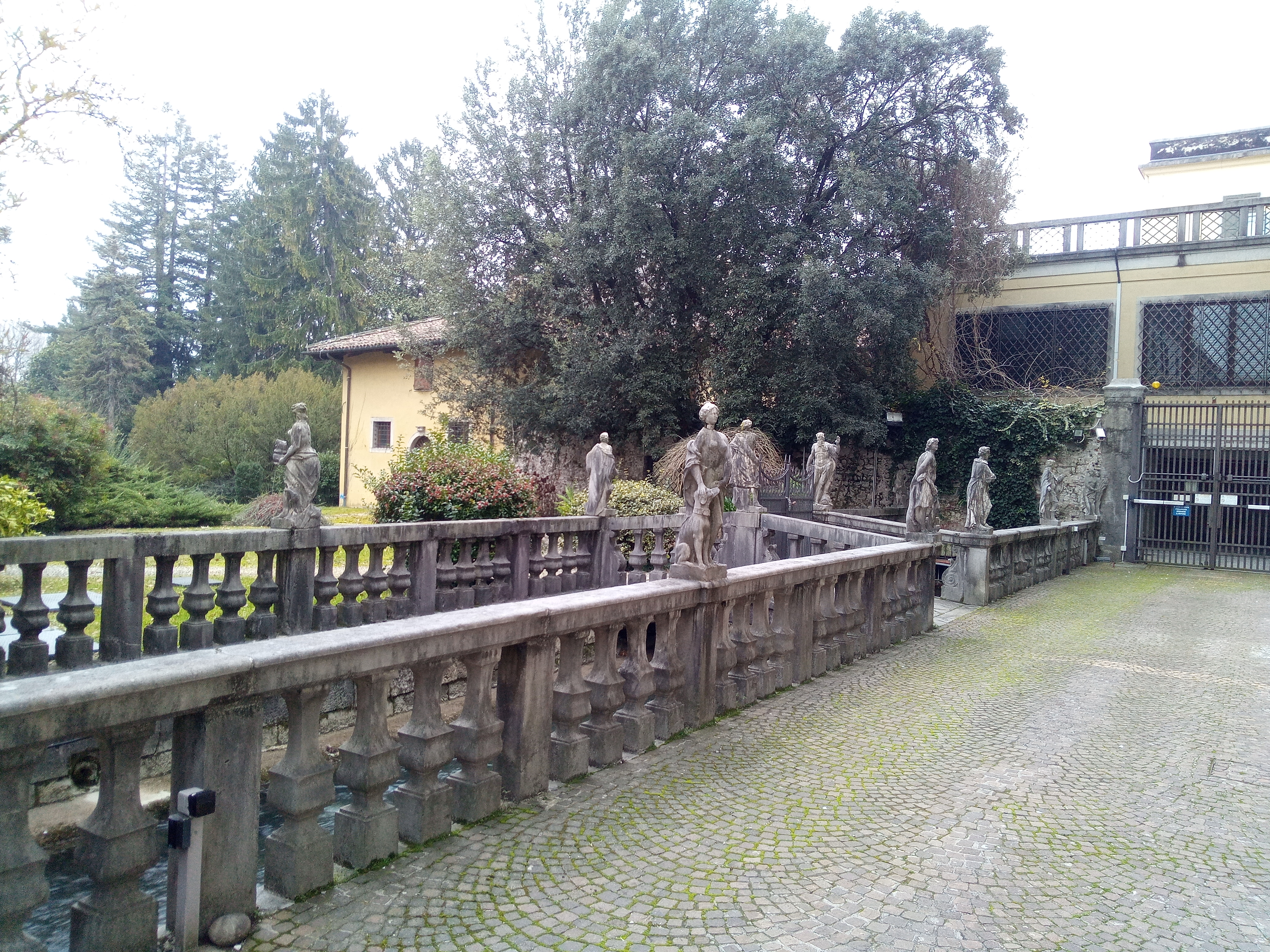
Scorcio del giardino

Il committente è Floriano Antonini, giovane e ambizioso esponente di una delle famiglie più in vista dell'aristocrazia udinese che, desideroso di riscoprire una tradizione erudita, fece coniare una medaglia di fondazione del palazzo, probabilmente per dimostrare che il gusto sofisticato non era patrimonio esclusivo dei circoli aristocratici della capitale della Serenissima, Venezia. Nel 1559 il palazzo è già parzialmente abitabile, ma nel 1563 il cantiere risulta ancora in attività.
Il progetto apre la sezione del trattato di Palladio I quattro libri dell'architettura (1570) dedicata ai palazzi di città, anche se, come già villa Pisani a Montagnana o villa Cornaro a Piombino, palazzo Antonini è un edificio ambivalente, benché di segno opposto: è infatti un palazzo urbano con tipologia di villa suburbana. Del resto va considerato che sorgeva ai margini del centro urbano, in un'area aperta con giardini, come palazzo Chiericati o palazzo Civena a Vicenza.

### Eventi successivi

#### XVII secolo
Nel Seicento almeno due campagne di lavori modificarono pesantemente l'aspetto dell'edificio, arrivando a sostituire tutte le finestre, tranne quella sulla destra della loggia nel prospetto posteriore, e le scale interne.

#### XVIII secolo
Nel 1709 Martino Fischer realizzò gli apparati decorativi, mentre più tardi Luigi Zandomeneghi realizzò gli stucchi; in questo modo si contribuisce a snaturare definitivamente gli interni palladiani. In sostanza, ciò che rimase del progetto palladiano sono la planimetria (a meno delle scale) e la volumetria generale dell'edificio, le logge anteriori e posteriori (di cui però non vennero realizzati i frontoni) e gli elementi della "sala a quattro colonne".

#### XIX secolo
Nel 1866, con l'annessione del Friuli all'Italia, viene piantata nel giardino una sequoia californiana ancora vivente. Nel 1867 Pietro Quaglia riprogetta il giardino che si affaccia su Piazzale Primo Maggio.

#### XX secolo
Dagli anni trenta del Novecento fino a dicembre 2009 il palazzo fu sede della filiale della Banca d'Italia.

#### XXI secolo
Nel 2018 il palazzo è stato acquistato dal professor Attilio Maseri, e da lui donato all'Università degli Studi di Udine. A seguito della donazione il palazzo è stato ribattezzato Palazzo Antonini Maseri.

## Descrizione
Il disegno delle facciate palladiane è di grande impatto. In particolar modo quella sulla strada, con semicolonne ioniche ottenute da rocchi di pietra che preannunziano quelle di villa Serego a Santa Sofia, costituisce una vera eccezione nella poetica palladiana. Una fitta trama di forature rende la loggia sulla strada una sorta di diaframma trasparente alla luce. L'intero edificio è come serrato da fasce continue di pietra, dal basamento delle semicolonne alla trabeazione, sino alla fascia corrispondente al fregio superiore dove si aprivano le piccole finestre senza cornice del granaio.